# Parque nacional de Navegaon
El parque nacional de Navegaon es un parque nacional en el distrito de Gondia, estado de Maharastra, en la India. Fue declarado parque nacional el 22 de noviembre de 1975. 

## Historia
Navegaon, un centro forestal popular en la región de Vidarbha, la parte más oriental de Maharashtra, fue construido en el siglo XVIII. Hay un pintoresco lago en medio de las colinas en Navegaon, con una atalaya a su lado. Desde ese punto, se puede tener una visión global del bosque que lo rodea y de parte de la vida salvaje, formada por un parque de cérvidos, el santuario de aves Dr. Salem y tres jardines exóticos. El santuario de aves alberga casi el 60% de las especies de aves de todo Maharashtra. En el lago pasan el invierno muchas aves migratorias.

## Flora
El parque tiene vegetación diversa, desde bosque mixto árido hasta bosque húmedo. Es una importante unidad conservacionista en el centro de la India en general y Vidarbha en particular. Actúa como un "pulmón verde" para los asentamientos humanos vecinos y ayuda a mantener el equilibrio medioambiental. Sus bosques pertenecen a la categoría de "Bosques caducifolios áridos subtropicales del sur" – 5A/C3 en la clasificación revisada de los bosques de Champion y Seth. Este santuario sirve como un repositorio vivo de varias especies de plantas: económicas, medicinales, aromáticas y ornamentales, entre las cuales se pueden mencionar teca, "haldu" (Haldina cordifolia), jambul, "mahua" (Madhuca longifolia) y membrillero de Bengala, entre otros.

## Fauna
Navegaon es conocido, sobre todo, como un santuario de aves, documentándose 209 especies de aves. Los lagos del distrito de Gondia se distinguen por ser el hogar de una gran población de la elegante grulla sarus, el ave voladora más alta. Pero en el parque se pueden ver otros animales salvajes. La fauna vertebrada incluye, además de aves y peces, 9 especies de reptiles y 26 especies de mamíferos que incluye tigres, panteras, gato de la jungla, civeta enana, civeta de las palmeras común, lobo, chacal, gaures, sambares, nilgós, chitales, jabalíes, osos perezosos y cuones.